# José Manuel Fernandes
José Manuel Tavares de Almeida Fernandes (Lisboa, 7 de abril de 1957) é um jornalista português.

## Carreira
Frequentou o Liceu Nacional Pedro Nunes, onde terminou o Curso Complementar dos Liceus (1976). Na mesma altura foi dirigente do Movimento Associativo dos Estudantes do Ensino Secundário de Lisboa (MAEESL), e integrou o Secretariado fundador da União dos Estudantes pela Democracia Popular (UEDP) (1976-1977), uma organização estudantil de ideologia maoísta ligada à UDP.
Em 1976 matriculou-se em Medicina na Faculdade de Medicina da Universidade de Lisboa, que logo trocaria pela Biologia, na Faculdade de Ciências da Universidade de Lisboa. Ao mesmo tempo dava os primeiros passos no jornalismo, passando por vários jornais ligados à UDP, até ingressar na redação d'A Voz do Povo, à época dirigida por João Carlos Espada. Chegou a chefe de redação do mesmo jornal, até ao seu encerramento e já depois do afastamento da tutela do partido. Seguiu para a redação d' O Jornal (que, desaparecido em 1993, se transformou na revista Visão), onde trabalhou seis meses antes de ingressar no Expresso, na década de 80, de que foi redator até 1989.
Fez parte do grupo de jornalistas que, com Vicente Jorge Silva e Jorge Wemans, deixam o Expresso para fundar o Público onde foi, sucessivamente, subdiretor (1990-1996), diretor-adjunto (1996-1997) e diretor (1998-2009), com um lugar no respetivo Conselho de Administração (1998-2009).
Assinou durante largos anos, na revista dominical do Público, Pública, testes a automóveis sob o pseudónimo "José Almeida Tavares".
Deixou o cargo de diretor do Público, a seu pedido, no final de 2009, onde manteve, até janeiro de 2014, uma coluna com o título Extremo Ocidental.
Fundou, com David Dinis, o jornal online Observador, onde ocupa atualmente o cargo de publisher.
Dirige, desde 2011, a revista "XXI, Ter Opinião", anuário da Fundação Francisco Manuel dos Santos.
Colaborou e integrou o Conselho Editorial da revista Risco durante toda a sua existência, mantém-se como colaborador e membro do Conselho Editorial da revista Nova Cidadania, é fundador e membro da direção do Observatório da Imprensa e membro do board do Fórum Mundial de Directores, no quadro da Associação Mundial de Jornais (WAN-IFRA), entre 2000 e 2009). 
Integra desde 2010 o coletivo do blogue Blasfémias.
É autor de vários livros — o primeiro dos quais, A Aposta no Homem (1985), foi escrito no quadro de uma equipa dirigida por Carlos Pimenta. Com o fotógrafo Maurício Abreu publicou O Homem e o Mar – O Litoral Português (1998), Rios de Portugal (1990), e Serras de Portugal (1994), abordando a defesa do património natural e cultural do país. Os textos que escreveu na sequência do 11 de Setembro de 2001, onde defende a intervenção militar no Iraque, foram reunidos no livro Ninguém é Neutro (2003). Em 2010 edita, em conjunto com D. Manuel Clemente, bispo do Porto, Diálogos em Tempo de Escombros e, em 2011, é autor de um ensaio na coleção da Fundação Francisco Manuel dos Santos, "Liberdade e Informação".
Recebeu vários prémios ao longo da sua carreira, nomeadamente o prémio Gazeta de Jornalismo Ambiental (1995) e o Grande Prémio do Clube Português de Imprensa (1998).
Foi professor convidado da Escola Superior de Comunicação Social de Lisboa (1997-2006) e mantém colaborações, na mesma qualidade, no Instituto de Estudos Políticos e na Faculdade de Ciências Humanas da Universidade Católica Portuguesa, bem como no Instituto Superior de Comunicação Empresarial.